# Emmi Lewald

Emmi Lewald

Emilie Auguste Marie Lewald (* 5. Dezember 1866 in Oldenburg; † 29. September 1946 in Apolda) war eine deutsche Schriftstellerin und Frauenrechtlerin.

## Leben
Als zweite Tochter des Regierungsassessors und späteren oldenburgischen Staatsministers Günther Jansen (1831–1914) und seiner Ehefrau Marie Frommelt (1843–1928) wuchs sie mit einer bildungsbürgerlichen Erziehung, in der sich ihr Schreibtalent frei entwickeln konnte, in ihrer Geburtsstadt auf. 1888 veröffentlichte sie ihr erstes Werk als „Zeitgemäße Charakterstudie aus deutschen Salons“ unter dem Pseudonym Emil Roland, das sie weiterhin auch überwiegend beibehielt. Durch eine Indiskretion geriet die Veröffentlichung in Oldenburg zu einem Eklat, da die Oldenburger Gesellschaft glaubte, die in dem Werk erwähnten Hauptfiguren wären literarisch verfremdete Offiziere der örtlichen Garnison. Lewald entzog sich den Anfeindungen und verließ Oldenburg für ausgedehnte Reisen.
Es folgten zunächst Gedicht- und Novellenbände. Später publizierte sie zahlreiche Romane und Reisebeschreibungen. Letztere resultierten aus ihren Reisen durch Deutschland, wo die Wartburg ein bevorzugtes Refugium bildete, und Italien. Am 17. August 1896 heiratete sie den Geheimen Finanzrat Felix Lewald und übersiedelte nach Berlin, ohne ihr ambivalentes Verhältnis zu ihrer Heimatstadt aufzugeben, was sich auch teilweise in ihrer literarischen Kritik gesellschaftlicher Rückständigkeit widerspiegelt. In Berlin engagierte sie sich auch in der bürgerlichen Frauenbewegung, und zwar als Mitglied des Vorstands des Deutschen Frauenklubs und des Vorstands des Lyzeumsklubs sowie als 1. Vorsitzende des Vereins der Berliner Künstlerinnen und Kunstfreundinnen (1909–1910). Zudem wurde sie Teil der Berliner Salons und fand mit ihrem Werk dort zunehmend Beachtung und Anerkennung. Auch mit Bertha von Suttner stand sie in Verbindung.
Nach dem Tod ihres Mannes lebte sie in einem Pflegeheim in Apolda. Ihre letzte Ruhestätte befindet sich auf dem Südwestkirchhof Stahnsdorf.

## Schriften

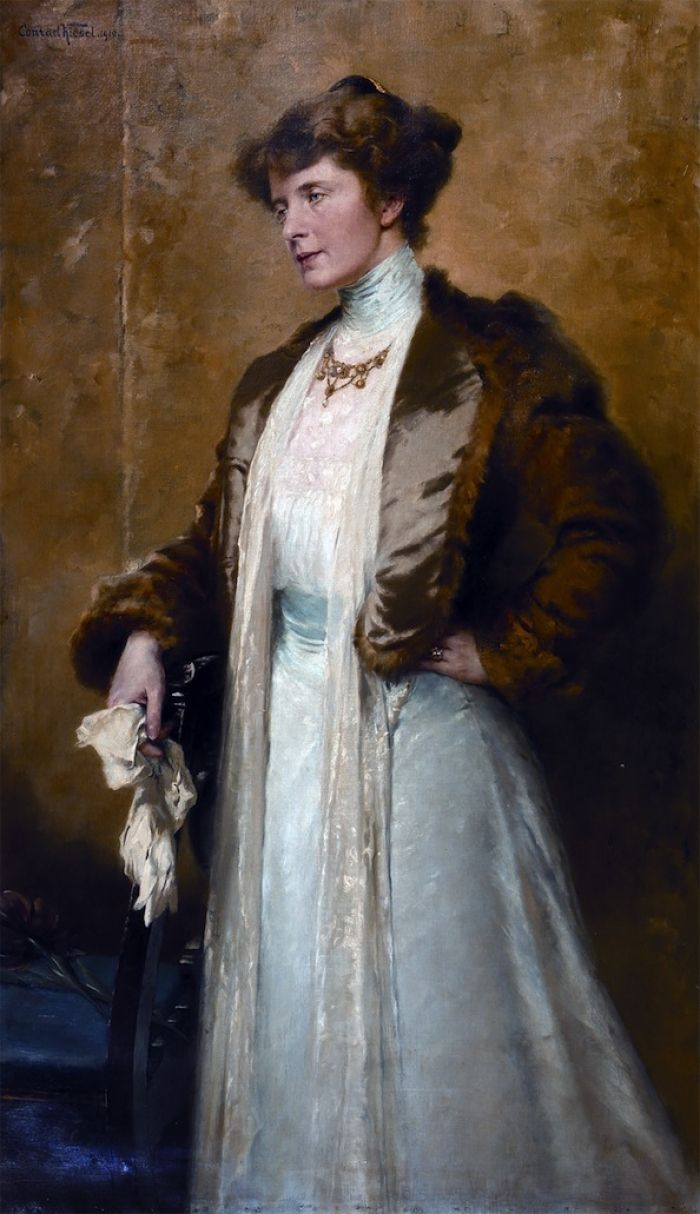
Porträt Emmi Lewald von Conrad Kiesel, 1909

- Unsere lieben Lieutenants. Zeitgemäße Charakterstudien aus deutschen Salons. Leipzig 1888. Digitalisat der Landesbibliothek Oldenburg
- Der Cantor von Orlamünde. Dichtungen. Oldenburg 1890.
- Ernstes und Heiteres. Novellen und Skizzen. Jena 1891.
- Auf diskretem Wege. Bade-Novelle. Norden / Norderney 1892.
- Die Geschichte eines Lächelns, und andere Novellen, Berlin 1894.
- Fräulein Kunigunde. Novelle. Berlin 1894.
- Gedichte. Oldenburg 1894.
- Sein Ich. Roman. Berlin 1896.
- Italienische Landschaftsbilder. Skizze. Oldenburg 1897.
- Kinder der Zeit. Novellen. Berlin 1897 (Digitalisat).
- In blauer Ferne. Neue Novellen. Berlin 1898.
- Die Erzieherin. Roman. Stuttgart 1899.
- Gefühlsklippen. Novellen. Berlin 1900.
- Das Glück der Hammerfelds. Roman. Berlin / Eisenach / Leipzig 1900.
- Der Mut zum Glück. Novellen. Berlin 1901
- Gedichte. Neue Folge. Oldenburg / Leipzig 1901.
- Das Schicksalsbuch, und andere Novellen. Berlin 1904 (Digitalisat). Neuausgabe Hofenberg, Berlin 2021, ISBN 978-3-7437-4050-1.
- Sylvia. Roman. Stuttgart 1905 (Digitalisat). Neuausgabe Hofenberg, Berlin 2021, ISBN 978-3-7437-4044-0.
- Die Heiratsfrage, und andere Novellen. Stuttgart 1906  (Digitalisat).
- Der Lebensretter. Roman in Briefen. Stuttgart 1907 (Digitalisat).
- Das Hausbrod des Lebens. Roman. Berlin 1908.
- Der Magnetberg. Roman. Berlin 1911.
- Stille Wasser. Novellen. Stuttgart 1912.
- Die Wehrlosen. Roman. Berlin 1912.
- Die Rose vor der Tür. Roman. Berlin 1912.
- Der wunde Punkt. Novellen. Berlin 1914.
- Exzelsior! Roman. Berlin 1914.
- Unter den Blutbuchen. Roman. Berlin 1915. Digitalisat der Landesbibliothek Oldenburg
- In jenen Jahren. Memoiren. Berlin 1919.
- Die Frau von gestern. Roman. Berlin 1920.
- Livets Verdagskost. Stockholm 1920 (schwedisch).
- Das Fräulein von Güldenfeld. Roman. Berlin 1922.
- Lethe. Roman. Dresden 1924.
- Das Fräulein aus der Stadt. Roman. Berlin 1929.
- Heinrich von Gristede. Roman. Detmold 1934.
- Büro Wahn. Roman. Detmold 1935.